# دموع تحسين
دموع تحسين (25 فبراير 1991-) مغنية عراقية حاصلة على لقب ذا فويس: أحلى صوت (الموسم 4) عام 2018

## حياتها
ولدت في بغداد لأبويين أكراد، انفصل والداها وبقيت تعيش مع والدتها انتقلت بعدها للعيش في الأردن وعملت مغنية في المطاعم، علمت لاحقا بوجود والدها وبأن لديها أربعة أشقاء  

## مشوارها المهني
تقدمت لبرنامج المواهب «أراب آيدول» لكن رفضت من قبل لجنة التحكيم في المرحلة الأولى من البرنامج، حيث أنها لم تظهر على التلفاز.

### مشاركتها في ذا فويس وحصولها على اللقب
في فبراير عام 2018 شاركت في برنامج ذا فويس: أحلى صوت (الموسم 4)، وفي مرحلة تجارب الأداء غنت أغنية تابيين فاستادر لها جميع المدربون، اختارت أن تكون بفريق الفنانة أحلام الشامسي وانتقلت لمرحلة المواجهة، تواجهت من المغنية همسة منيف وغنوا أغنية مثل النسيم وبعد تدريب من المدربة أحلام، بعد مواجهة بينهم اختارتها لتنتقل لمرحلة العروض المباشرة، استمرت في تدريب نفسها على الغناء كما إنها قامت بحمية غذائية لتقليل وزنها وفي حلقة العروض المباشرة، غنت أغنية (مرنينا بيكم حمد) للفنان ياس خضر، انتقلت لأخر مرحلة بالمسابقة ونجحت في أن تفوز باللقب في البرنامج وذلك بحصدها لأكبر أصوات من الجمهور، متفوقة على كل من عصام سرحان من فريق محمد حماقي والمُتسابقة هالة مالكي من فريق إليسا ويوسف السلطان من فريق عاصي الحلاني، وقدمت دموع أغنية الفنانة المصرية شيرين عبد الوهاب (على بالي)
| سبقه نداء شرارة | الفائزة بلقب ذا فويس: أحلى صوت 2018 | تبعه مهدي عياشي |

## تهديدها بالقتل
في عام 2018 أعلنت الإعلامية الكويتية مي العيدان تلقي دموع رسائل تهديد بالقتل بعد سلسلة اغتيالات وقعت ضحيتها كلّ من تارة فارس، سعاد العلي، رفيف الياسري ورشا الحسن في ظروف غامضة في العراق

## أغانيها في برنامج ذا فويس
| المرحلة              | الأغنية                               | المطرب الأصلي                |
| -------------------- | ------------------------------------- | ---------------------------- |
| الصوت وبس            | تايبين                                | ياس خضر                      |
| المواجهة             | مثل النسيم                            | نوال الكويتية                |
| العرض المباشر الأول  | "بس تعود"، مع موال "بعد ما ربك أعطاك" | علي العيساوي                 |
| العرض المباشر الثاني | "مرينا بيكم حمد"،"مُرني" موال عراقي    | ياس خضر                      |
| العرض ما قبل الأخير  | ومستغرب                               | أحلام الشامسي                |
| العرض الأخير         | يوم وليلة، على بالي                   | سعدي الحلي، شيرين عبد الوهاب |

## أغاني منفردة
- (2018): سديت بابك
- (2018): يا حظ يا نصيب
- (2018): منتعاوف
- (2019): حبيته حبيته بمشاركة نبيل الأديب
- (2019): رايد وطن
- (2019): الهوى الهاب
- (2020): هاي هية
- (2020): بعد بعد
- (2020): مشكله
- (2021): أمنيتي
- (2022): أدعي لي أنساك
- (2022):أنت الشوق
- (2023):يالغشاش
- (2024):سوالف قبل

## أغاني مسلسلات
- (2021): أضحي بروحي، مسلسل الهروب

## جوائز وتكريمات
- العراق: تكريم من شبكة الإعلام العراقي 2018[8]